# 虹を織る
『虹を織る』（にじをおる）は、1980年（昭和55年）度後期放送のNHK「連続テレビ小説」第26作で、
1980年10月6日から1981年（昭和56年）4月4日に放送されたテレビドラマ。

## 概要
維新の志士を数多く輩出した城下町･萩に生まれ、青春期には若い情熱を宝塚歌劇団の舞台に注ぎ、退団後もたえず新しい生き方を求め続けた一人の女性をユーモアを交えて明るく描いた。そのストーリーだけあって出演者も、新珠三千代、葦原邦子といった元生徒（劇団員）はもとより、大地真央などの放送当時の現役タカラジェンヌも多数出演している。
タイトルの「虹を織る」は、宝塚歌劇団創立60周年記念の団歌からつけられた。
ヒロインはオーディションにより、紺野美沙子が選ばれた。
放送期間平均視聴率は38.5%、最高視聴率は45.7%（ビデオリサーチ調べ、関東地区・世帯）であった。
2001年4月2日から9月29日までBS2にて再放送された。

## キャスト

### ヒロインの家族・関係者
島崎佳代
演 - 紺野美沙子
島崎宗太郎
演 - 高松英郎
佳代の父。私塾を営む。
島崎八重
演 - 岩本多代
佳代の母。実家は津和野。
島崎きぬ
演 - 南美江
佳代の祖母で、宗太郎の母。佳代を厳しく指導する。
島崎誠
演 - 入江則雅
佳代の弟。剣道の兄弟子と仲がよいが、序盤で佳代のトラブルの原因を作る。
島崎光三郎
演 - 鹿内孝
佳代の叔父で、宗太郎の弟。
津村賢次郎
演 - 長門裕之
佳代の叔父で、宗太郎の弟。神戸で宝石商を営む。
園子
演 - 水野久美
佳代の叔母。
典子
演 - 山本郁子
佳代の従姉。
立花英郎
演 - 土門峻
佳代の夫。
立花ひさの
演 - ミヤコ蝶々
英郎の母で、佳代の姑。
佐々木花子
演 - 葦原邦子
甘味食堂「おまっとうさん」の女主人。
沢木忠一郎
演 - 西村晃
誠の剣道の先生。
河井正雄
剣道場の兄弟子。
演 - 広井純
北川大吉
演 - 芦屋雁之助
宗太郎の友人。
照子
演 - 白石まるみ
佳代の友人。

### 宝塚音楽学校関係者
春風かおる
演 - 大地真央
上原敏江
演 - 新珠三千代
佳代の宝塚時代の指導教員。日舞担当。

### ヒロインの友人
水上エミ
演 - 友樹こころ
ヒロインの親友・しっかり者の男役。
靖子
演 - 三城礼
がんばり屋の男役。
妙子
演 - 英マキ
恋に狂い宝塚を捨ててしまう。
ゆき
演 - 毬谷友子
泣き虫だが歌はうまい。

### ヒロインの上級生
演 - 五月梨世、櫂早春

## スタッフ
- 作 - 秋田佐知子
- 音楽 - 田中正史
- イメージソング - 「雨上がりの空」（歌 - 堀江美都子）
- 演出 - 松尾剛
- 制作 - 原晙二
- 語り - 井上善夫アナウンサー

## エピソード
1981年2月6日放送分の広島県呉市に慰問に訪れた主人公らタカラジェンヌの宿舎に酔った海軍士官が乱入して芸者の代わりに酌を求め、タカラジェンヌが拒否すると、海軍士官が軍刀を突き詰める場面に抗議が殺到。午後の再放送では「この部分はフィクションです」とお断りテロップで対応した。

## 関連文献
- 秋田佐知子『虹を織る 上』日本放送出版協会、1980年10月10日。
- 秋田佐知子『虹を織る 下』日本放送出版協会、1981年1月20日。